# 마쓰시타 도시히로
마쓰시타 도시히로(일본어: 松下 年宏, 1983년 10월 17일 ~ )는 일본의 전 축구 선수이다.

## 구단 경력
그는 2002년부터 2018년까지 J리그의 감바 오사카, 알비렉스 니가타, FC 도쿄, 베갈타 센다이, 요코하마 FC, 가고시마 유나이티드 FC에서 활동하였다.